# Rossmania
Rossmania — рід грибів родини Sydowiellaceae. Назва вперше опублікована 2001 року.

## Класифікація
Згідно з базою MycoBank до роду Rossmania відносять 2 офіційно визнаних види:
- Rossmania aculeata
- Rossmania ukurunduensis